# Maddie Ziegler
Madison Nicole Ziegler (Pittsburgh, Pensilvania, 30 de septiembre de 2002), conocida artísticamente como Maddie Ziegler, es una  bailarina, actriz y modelo estadounidense.
Es conocida por aparecer en el reality show de Lifetime Dance Moms e interpretar los videoclips de las canciones de Sia «Chandelier», «Elastic Heart», «Big Girls Cry», «Cheap Thrills», «The Greatest», Rainbow, parte del filme My Little Pony: La Película y más recientemente «Thunderclouds» del grupo LSD donde participan Labrinth, Sia y Diplo. También ha participado como invitada en series de televisión, programas de entrevistas y otros tipos de emisiones; y se la ha visto en las portadas de revistas y artículos. Ha modelado para Capezio, Ralph Lauren y Target, entre otras marcas. Posee además su propia marca de ropa, Maddie Style.

## Primeros años de vida
Maddie nació el 30 de septiembre de 2002 en Pittsburgh, en el estado de Pensilvania. Es hija de Kurt Ziegler y Melissa Gisoni. Sus padres se divorciaron en 2011 y más tarde, a mediados de 2013, su madre se casó con Greg Gisoni. Maddie tiene una hermana menor, Mackenzie Ziegler (n. 2004), la cual también es bailarina y cantante; y dos hermanos mayores, Tyler y Ryan Ziegler, de un matrimonio anterior de su padre. Maddie y su familia vivieron durante un largo tiempo en Murrysville (Pensilvania), cerca de Pittsburgh, antes de pasar también parte de su tiempo en Los Ángeles.

## Carrera
Maddie comenzó a bailar a los 2 años en los Reign Dance Productions de Pittsburgh, ya a los 5-6 años de edad, se unió a la Abby Lee Dance Company. La hermana menor de Maddie, Mackenzie, más tarde siguió sus pasos y se unió a la Abby Lee Dance Company también.
En 2011, Maddie fue concursante de la competición de danza "Live to Dance" de la cadena CBS. Más tarde en ese mismo año, la madre de Maddie ganó un papel destacado en Lifetime's Dance Moms, un programa que documenta la vida del día a día de las jóvenes bailarinas de la Compañía de Danza Abby Lee Elite Team Competition. En el programa, Maddie aparece junto a su madre Melissa y hermana Mackenzie, también siendo bailarina. En 2013, Maddie hizo una aparición en el programa Abby's Ultimate Dance Competition.
En el 2012, obtuvo su primer trabajo como actriz profesional en el papel de la 'joven Deb' en el curso de la vida en la serie de Lifetime Drop Dead Diva. Deb es una abogada que representaría a su madre Bobbie, un directora de escuela de baile, ya que ella está siendo demandada por la familia de una joven bailarina. En el caso recuerda a Deb de su anterior carrera de baile con flashbacks de una joven bailando Deb, interpretado por Maddie.
Maddie aparece en un comercial de Skechers y ha aparecido en varios videos musicales, incluyendo "It's Like Summer" de Lux; "Cry" de Alexx Calise; "Chandelier", "Elastic Heart", "Big Girls Cry", "Cheap Thrills" y "The Greatest" de Sia; "Freaks Like Me" de Todrick Hall; y "It's a Girl Party" de Mack Z.
Maddie también ha modelado para una serie de líneas de ropa, incluyendo Glitzy Girl, Oxyjen, Sally Miller, Purple Pixies, Capezio y Cicci Dancewear.
En 2014, la cantante y compositora Rachael Sage dedicó su canción Happiness a Ziegler.
Además, Maddie ha sido la estrella invitada en un episodio de la serie de Disney Channel Austin & Ally.
Seguidamente apareció en uno de los episodios de Nicky, Ricky, Dicky & Dawn como gran bailarina de la escuela de baile a la que acude Dawn. 
Maddie y su hermana menor Mackenzie se fueron del programa Dance Moms al finalizar la mitad de la sexta temporada.
Con tan solo 13 años Maddie participa como juez del show So You Think You Can Dance: The Next Generation junto a Paula Abdul, Jason Derulo y Nigel Lythgoe.

## Filantropía
Ziegler y su familia son embajadores de Starlight Children's Foundation, son patrocinados por Dancer's Care Foundation, y patrocinan James Connection y Children's Hospital of Pittsburgh.

## Filmografía

### Créditos de actuación
| Año       | Cine/Televisión                        | Papel               | Notas                                                     |
| --------- | -------------------------------------- | ------------------- | --------------------------------------------------------- |
| 2012      | Drop Dead Diva                         | Joven Debbie        | Invitada, episodio "Partes Femeninas" Serie de televisión |
| 2015      | Austin & Ally                          | Shelby Lou Hayden   | Invitada, temporada 4 episodio 5.                         |
| 2015      | Pretty Little Liars                    | Fantasma            | Invitada, temporada 6 episodio 5.                         |
| 2016-2017 | Nicky, Ricky, Dicky & Dawn             | Eiffel              | Invitada, temp. 2 ep. 14; temp. 3 ep. 3                   |
| 2016      | Ballerina                              | Camille             | Voz                                                       |
| 2017      | The Book of Henry                      | Christina Sickleman | Coprotagonista                                            |
| 2019      | Scooby-Doo and Guess Who?              | Ella misma          | Invitada, temp. 1 ep. 21                                  |
| 2020      | West Side Story                        | Velma               |                                                           |
| 2020      | To All the Boys: P.S. I Still Love You | Cheerleader         | Cameo, película de Netflix                                |
| 2021      | Music                                  | Music Gamble        | Protagonista                                              |
| 2021      | The Fallout                            | Mia Reed            | Protagonista                                              |
| 2023      | Fitting In                             | Lindy               | Protagonista                                              |
| 2024      | My Old Ass                             | Ruthie              | Protagonista                                              |
| TBA       | Ballerina Overdrive                    |                     | Posproducción                                             |
| TBA       | Shiver                                 | Grace Brisbane      | En filmación                                              |

### Como ella misma
| Año       | Serie                       | Notas                                                             |
| --------- | --------------------------- | ----------------------------------------------------------------- |
| 2011      | Live to Dance               | Concursante                                                       |
| 2011–2016 | Dance Moms                  | Ella misma, serie de TV de telerrealidad Lifetime (temporada 1-6) |
| 2012      | The View                    | Invitada 1 episodio, programa de TV                               |
| 2013      | La Gran Competencia         | Invitada 1 episodio, programa de TV                               |
| 2014      | The Ellen DeGeneres Show    | Invitada                                                          |
| 2014      | Jimmy Kimmel Live!          | Invitada, episodio 12-95                                          |
| 2014      | Late Night with Seth Meyers | Invitada, episodio 1-57                                           |
| 2014      | Dancing with the Stars      | Invitada                                                          |
| 2014      | Good Morning America        | Invitada                                                          |
| 2015      | Dancing with the Stars      | Invitada, semana 8                                                |
| 2015      | 57th Annual Grammy Awards   | Bailarina                                                         |
| 2017      | Project Runway              | Jueza invitada                                                    |

## Videos musicales
| Año  | Título                 | Artista           | Notas                                                     |
| ---- | ---------------------- | ----------------- | --------------------------------------------------------- |
| 2011 | «It's Like Summer»     | LUX               | Aparición secundaria                                      |
| 2012 | «Cry»                  | Alexx Calise      | Aparición principal                                       |
| 2012 | «Summer Love Song»     | Brooke Hyland     | Aparición secundaria                                      |
| 2014 | «It's a Girl Party»    | Mack Z            | Aparición secundaria                                      |
| 2014 | «Chandelier»           | Sia               | Aparición principal                                       |
| 2014 | «Freaks Like Me»       | Todrick Hall      | Aparición secundaria, vocalista                           |
| 2014 | «Shine»                | Mack Z            | Aparición secundaria                                      |
| 2015 | «Elastic Heart»        | Sia               | Aparición principal, junto a Shia LaBeouf                 |
| 2015 | «Big Girls Cry»        | Sia               | Aparición principal                                       |
| 2015 | «Wear 'Em Out»         | Kendall K         | Asistenta de coreografía                                  |
| 2016 | «Taylor in Wonderland» | Todrick Hall      | Aparición principal                                       |
| 2016 | «The Greatest»         | Sia               | Aparición principal, junto a diversos bailarines          |
| 2017 | «Rainbow»              | Sia               | Aparición principal                                       |
| 2017 | «Feel It Still»        | Portugal. The Man | junto a diversos bailarines                               |
| 2018 | «Eye of the Needle»    | Sia               | Aparición principal en un teatro                          |
| 2018 | «Thunderclouds»        | LSD               | Aparición principal junto a Diplo, Labrinth y Sia         |
| 2019 | «No New Friends»       | LSD               | Aparición principal junto a Diplo y Labrinth              |
| 2020 | «Together»             | Sia               | Aparición principal junto a Kate Hudson y Leslie Odom Jr. |
| 2021 | «Speechless»           | Eddie Benjamin    | Aparición principal junto a Eddie Benjamin                |

## Premios y nominaciones
| Año  | Premio                   | Categoría                                  | Resultado |
| ---- | ------------------------ | ------------------------------------------ | --------- |
| 2014 | Dancer's Choice Awards   | Favorite Dancer 17 & Under                 | Ganadora  |
| 2015 | Teen Choice Awards       | Choice Dancer                              | Nominada  |
| 2015 | Dancer's Choice Awards   | Favorite Dancer 17 & Under                 | Nominada  |
| 2016 | People's Choice Awards   | The DailyMail.com Seriously Popular™ Award | Ganadora  |
| 2016 | Teen Choice Awards       | Choice Dancer                              | Ganadora  |
| 2017 | Teen Choice Awards       | Choice Dancer                              | Ganadora  |
| 2018 | Teen Choice Awards       | Choice Dancer                              | Ganadora  |
| 2021 | Premios Golden Raspberry | Peor actriz de reparto                     | Ganadora  |